# 臺南市立永康國民中學
臺南市立永康國民中學，簡稱永康國中、永中，是臺灣臺南市永康區一所男女兼收的中學。

## 歷史
1956年7月，臺灣省立臺南第二高級中學為了配合戰時疏散計畫，奉令於臺南縣永康鄉（今臺南市永康區）建立分校，在校長周簡文先生邀請下，由當時的訓導主任鄭鐵先生負責規劃建校事宜。民國45年9月（1956年9月），「臺灣省立臺南第二中學永康分部」正式成立，招收新生初中部一年級兩班，即今永康國中之前身，由鄭鐵擔任永康分校的主任。
民國54年5月（1965年5月），臺灣省政府教育廳認定永康分校已符合獨立設校的條件，同意讓永康分部升格為獨立學校，更名為「臺南縣立永康初級中學」，並交由臺南縣政府接辦處理，由分部主任鄭鐵先生擔任首任校長。
民國57年8月（1968年8月），九年國民義務教育實施，學校改名為「臺南縣立永康國民中學」。民國99年12月15日（2010年12月15日），臺南縣、市合併為直轄市，更名為現在名稱「臺南市立永康國民中學」。

## 歷任校長
| 任次 | 校長   | 任期時間             | 備註                                                 |
| ---- | ------ | -------------------- | ---------------------------------------------------- |
| 1    | 鄭鐵   | 1965年5月－1970年8月 | 原台南二中訓導主任，卸任後轉調嘉義縣立大林國中校長。 |
| 2    | 吳錦明 | 1970年8月－1980年8月 | 原花蓮縣立秀林國中校長。                             |
| 3    | 郭金水 | 1980年8月－1989年8月 | 原臺南縣歸仁國中校長，與吳錦明校長對調。             |
| 4    | 王茂德 | 1989年9月－1998年8月 | 原臺南縣學甲國中校長。                               |
| 5    | 王東醮 | 1998年9月－2003年8月 | 原臺南縣竹橋國中校長，後接任大橋國中首任校長。       |
| 6    | 徐明達 | 2003年8月－2005年7月 | 原仁德國中校長，後調任大灣高中。                     |
| 7    | 楊景匡 | 2005年8月－2013年7月 | 原教務主任升任                                       |
| 8    | 童文志 | 2013年8月－2021年7月 | 八年任期滿                                           |
| 9    | 周憲章 | 2021年8月            | 現任，原仁德國中校長                                 |

## 知名校友
- 魏德聖：台灣知名導演。
- 陳文郁：蔬果育種家。

## 軼事
- 2010年12月發生校園集體霸凌事件[2][3]
- 2019年5月23日，中午一名國中一年級學生從綜合大樓四樓墜樓。[4][5]

## 照片集

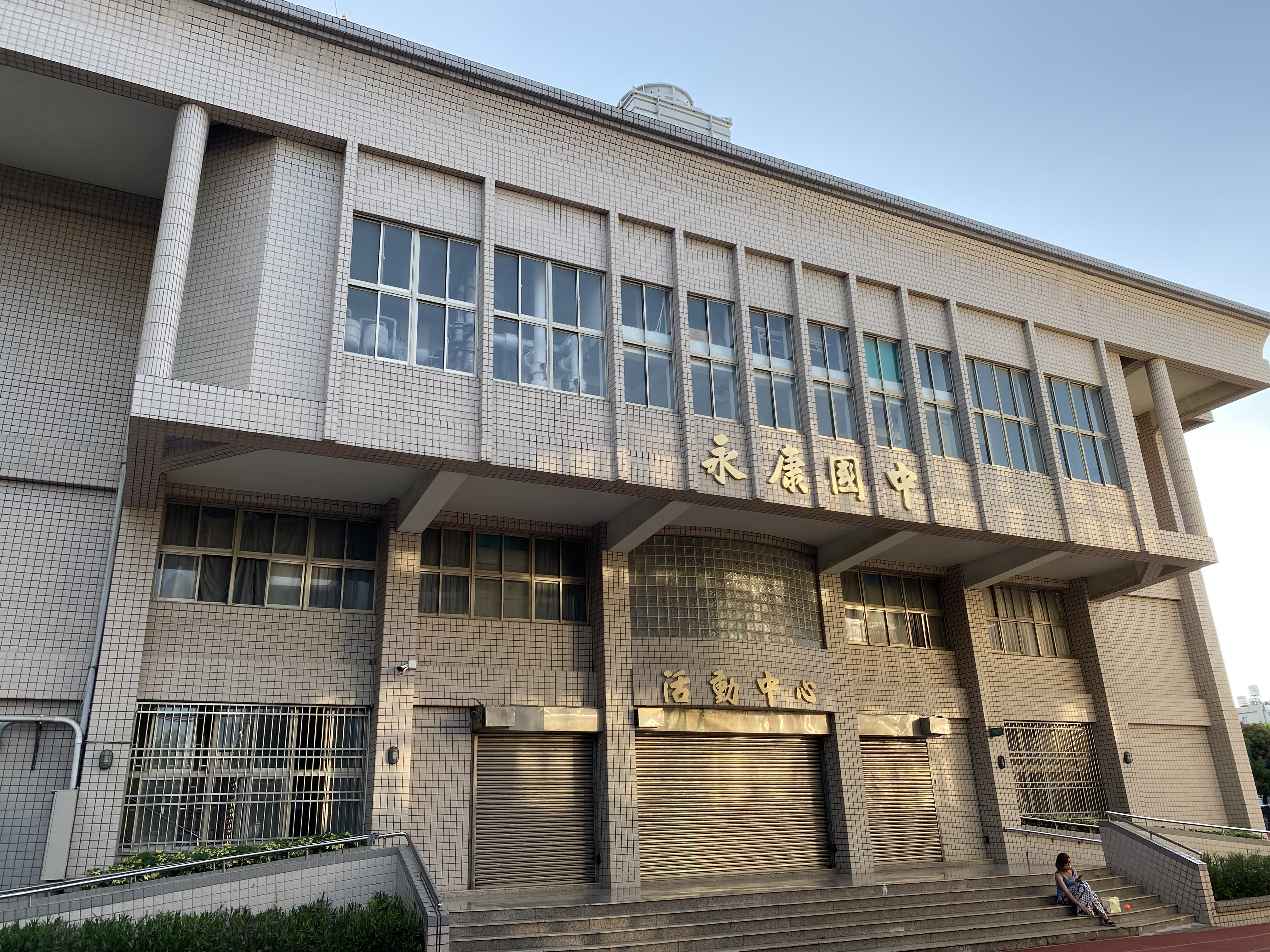
活動中心大門
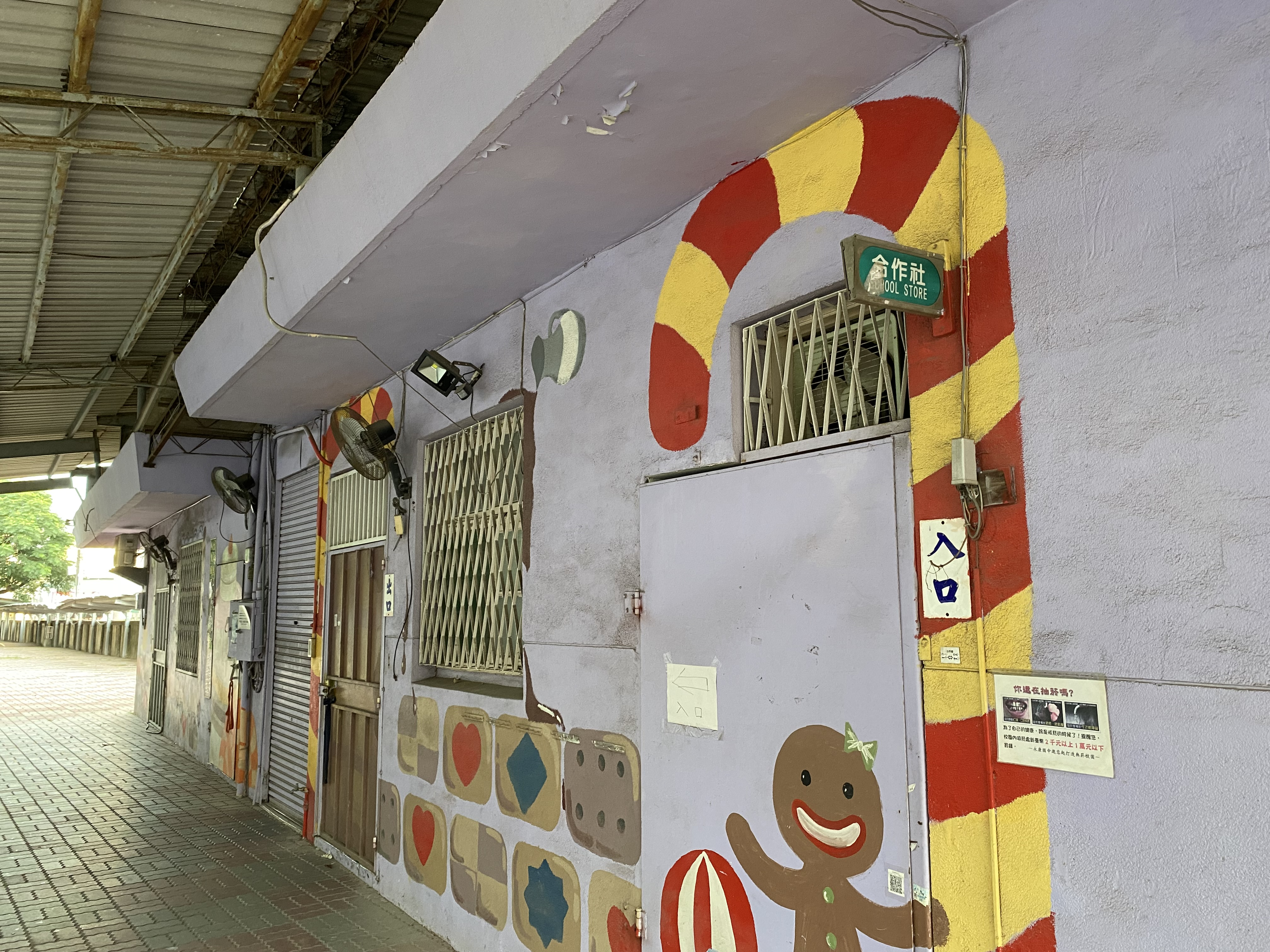
永康國中合作社
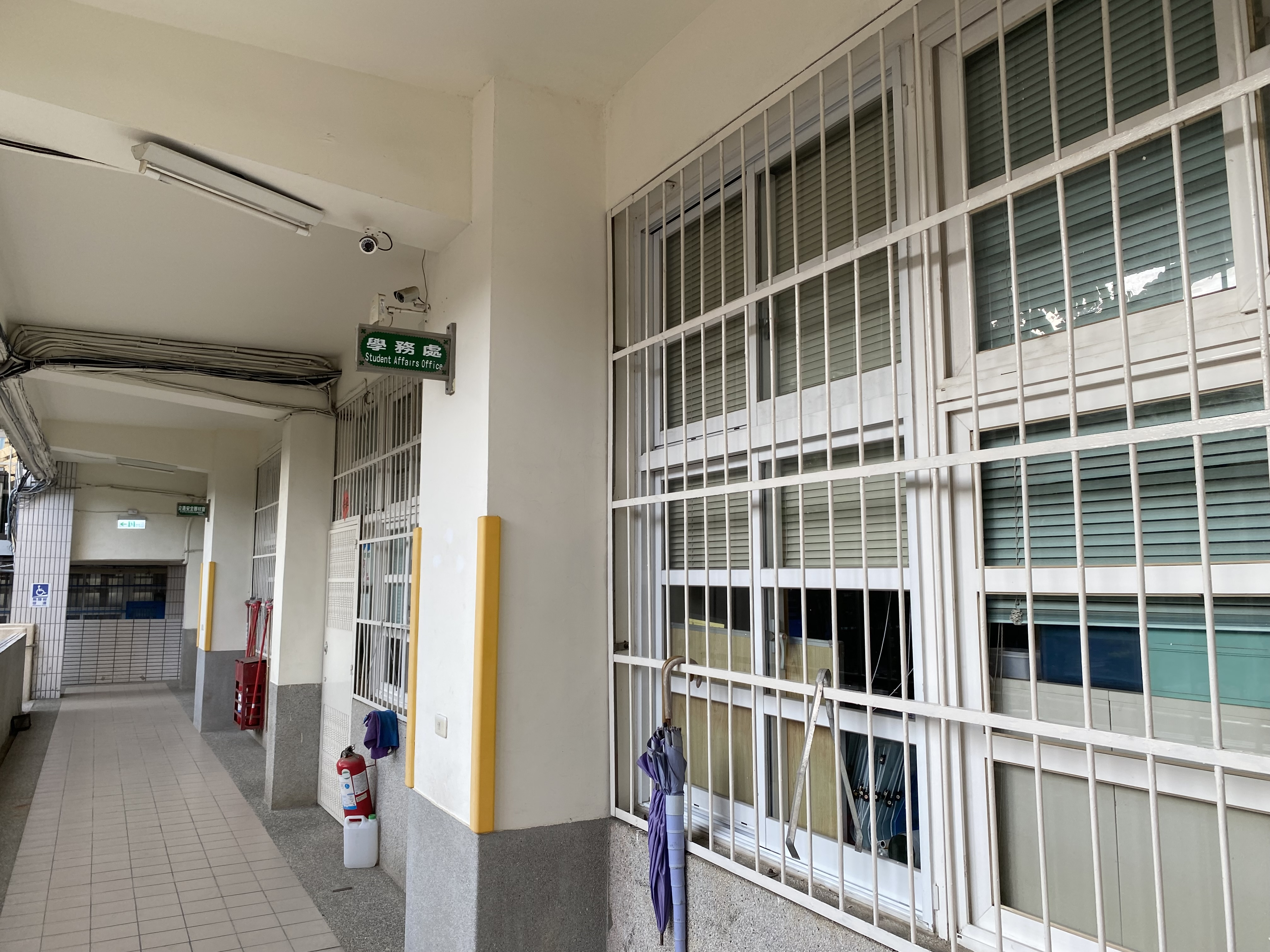
永康國中學務處
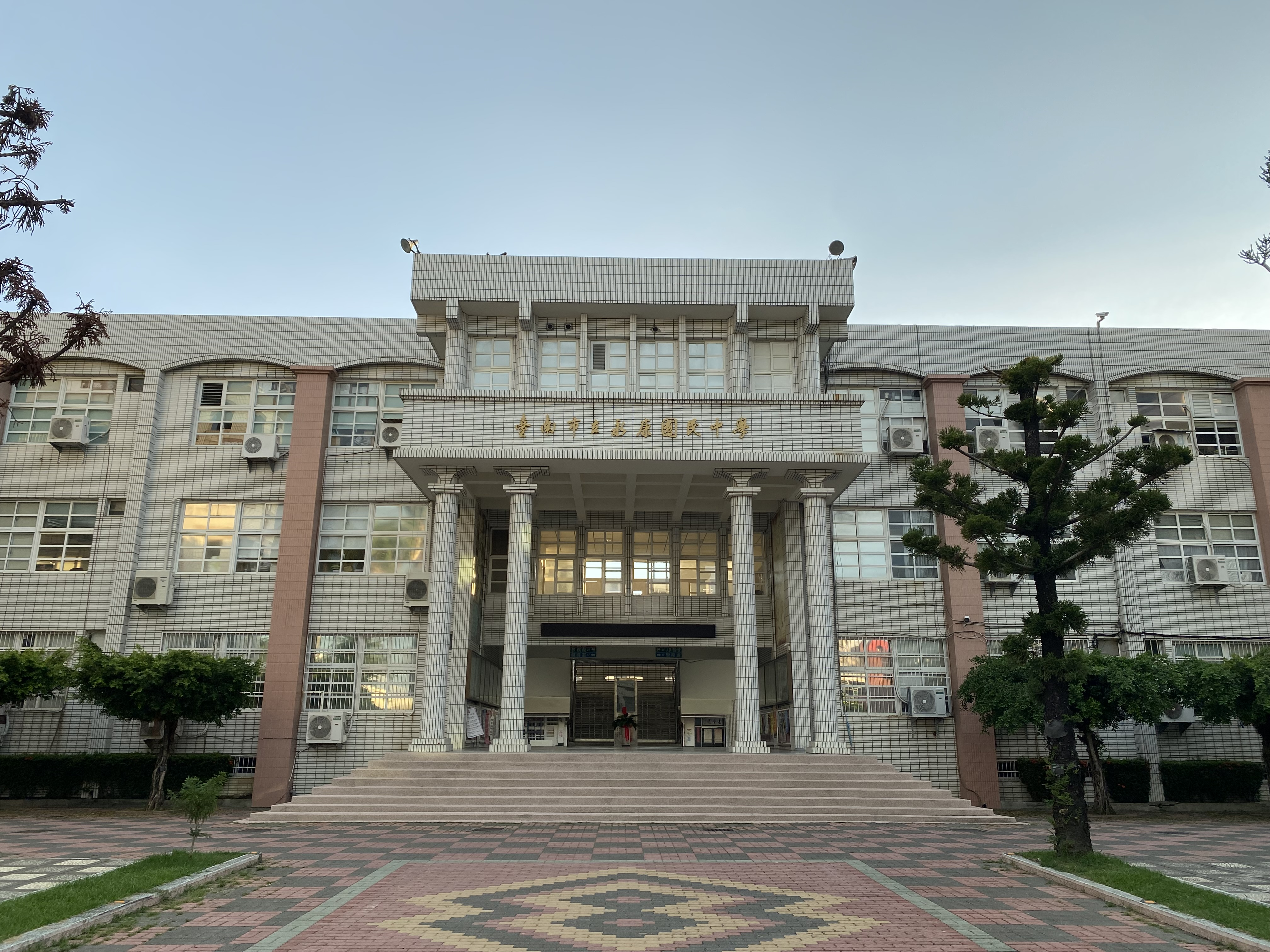
行政大樓集川堂
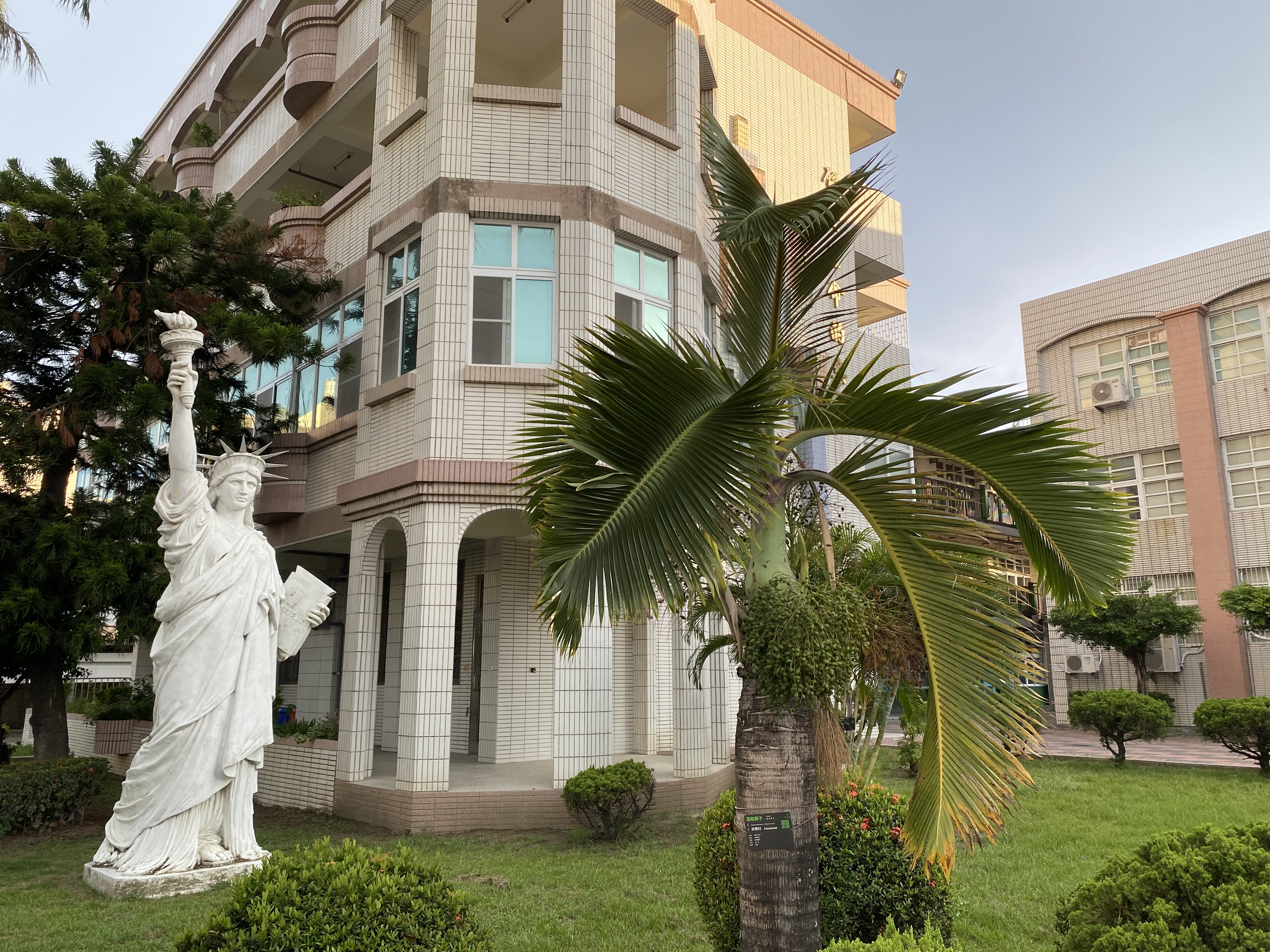
在行政大樓旁邊的新南棟教室
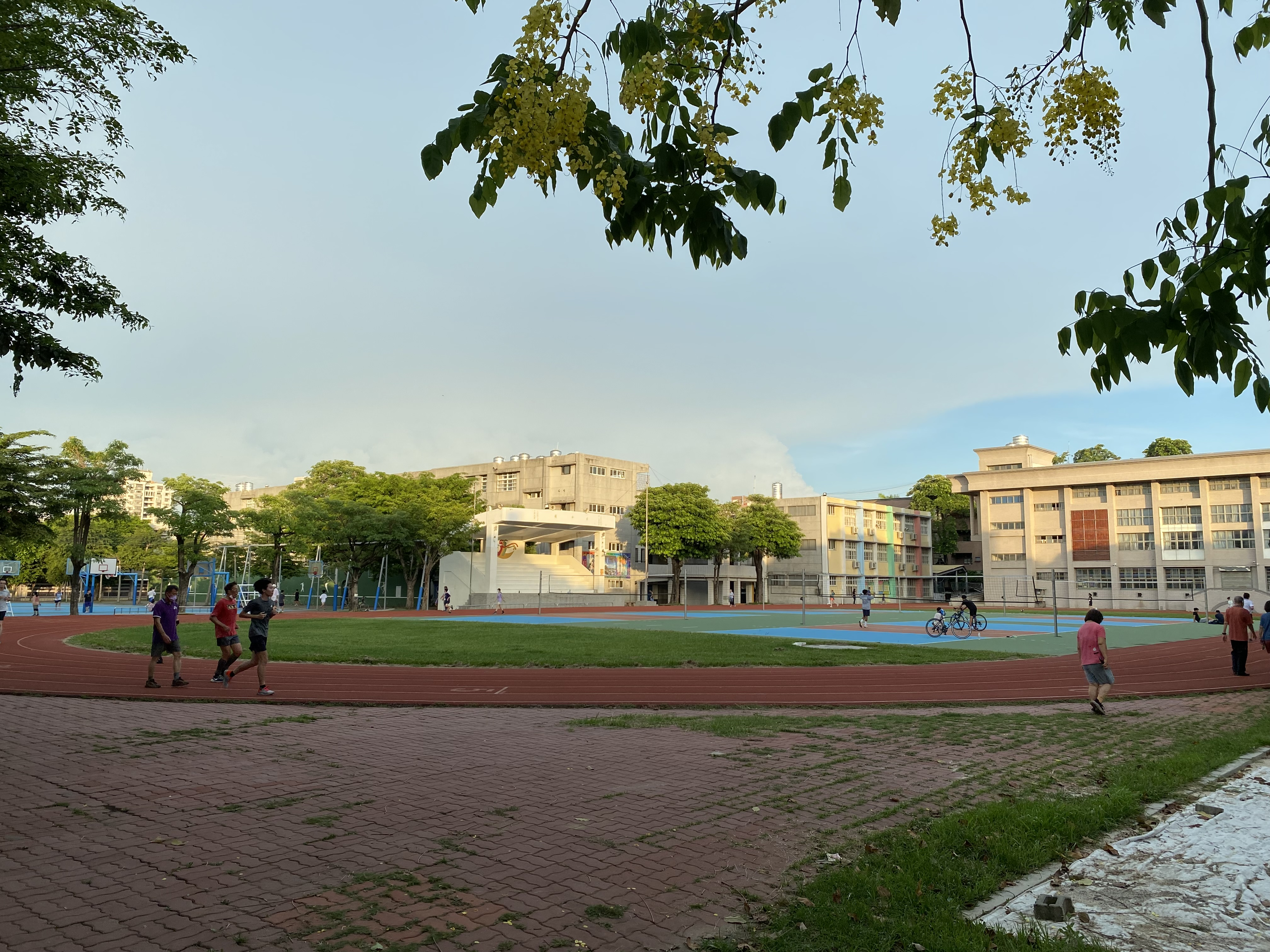
從後側門拍攝的整個後操場

## 外部連結
- 臺南市立永康國民中學的Facebook專頁
- 永康國中官方網站 （页面存档备份，存于）